# Осетеново
Осетеново (болг. Осетеново) — село в Болгарии. Находится в Старозагорской области, входит в общину Павел-Баня. Население составляет 1 257 человек.

## Политическая ситуация
В местном кметстве Осетеново, в состав которого входит Осетеново, должность кмета (старосты) исполняет Петыр Колев Райчинов (Граждане за европейское развитие Болгарии (ГЕРБ)) по результатам выборов правления кметства.
Кмет (мэр) общины Павел-Баня — Станимир Христов Радевски (инициативный комитет) по результатам выборов в правление общины.